# Megalotica aphoristis
Megalotica aphoristis är en fjärilsart som beskrevs av Edward Meyrick 1899. Megalotica aphoristis ingår i släktet Megalotica och familjen mätare. Inga underarter finns listade i Catalogue of Life.